# DerMarr Johnson
DerMarr Johnson (* 5. Mai 1980 in Washington, D.C.) ist ein US-amerikanischer Basketballspieler.
Der 2,06 m große und 95 kg schwere DerMarr spielt auf der Position Small Forward. Vor seiner Zeit in der NBA spielte er für das College University of Cincinnati. Bei der NBA Draft 2000 wurde Johnson an sechster Stelle von den Atlanta Hawks gedraftet.
Nach einem schweren Autounfall im Jahr 2002 wurde seine Karriere lange Zeit unterbrochen. Nachdem er sich erholt hatte, wechselte er in die American Basketball Association zu den Long Beach Jam, wo er 19 Spiele bestritt. In der Saison 2003/04 wechselte er wieder in die NBA zu den New York Knicks. Vor der Saison 2004/05 ging er zu den Denver Nuggets, für die er dann drei Jahre spielte.
Nachdem er die Saison 2007/08 in Italien bei Benetton Treviso begonnen hatte, wechselte er im November 2007 in der NBA Development League zu den Austin Toros. Am 29. Dezember 2007 unterzeichnete er dann einen Vertrag mit den San Antonio Spurs, dem NBA-Besitzerteam der Toros. Allerdings wurde er nach nur drei Spielen am 7. Januar 2008 von den Spurs wieder entlassen. Daraufhin wurde er am 9. Januar wieder den Austin Toros zugeteilt. Am 11. April bekam Johnson erneut einen Vertrag bei den Spurs.
DerMarr Johnson unterzeichnete am 22. September 2008 als Free Agent bei den Washington Wizards. Am 21. Oktober wurde er jedoch wieder entlassen.
In den folgenden Jahren spielte er in diversen Vereinen auf der ganzen Welt. Wie zuletzt in der Dominikanischen Republik für Cupes De Los Pepines.